# Olcott (Nova Iorque)
Olcott é uma Região censo-designada localizada no estado americano de Nova Iorque, no Condado de Niagara.

## Demografia
Segundo o censo americano de 2000, a sua população era de 1156 habitantes.

## Geografia
De acordo com o United States Census Bureau tem uma área de
13,8 km², dos quais 11,9 km² cobertos por terra e 1,9 km² cobertos por água.

## Localidades na vizinhança
O diagrama seguinte representa as localidades num raio de 20 km ao redor de Olcott.